# HD 193664
HD 193664 là một cái tên trong Danh mục Henry Draper để chỉ một ngôi sao ở phía bắc chòm sao Thiên Long. Với cấp sao biểu kiến là 5,93, theo Thang đo Bortle, nó có thể nhìn thấy bằng mắt thường từ bầu trời ngoại ô. Các phép đo thị sai bằng tàu vũ trụ Hipparcos đo được khoảng cách ước tính là 57,3 năm ánh sáng. Nó có chuyển động riêng tương đối lớn 0,558 giây mỗi năm trên bầu trời.
Ngôi sao này được coi là một vật thể tương tự năng lượng mặt trời vì nó tương tự về mặt quang học với Mặt trời và nó không hiển thị sự biến quang đáng kể. Đây là một ngôi sao được sắp xếp theo loại G với sự phân loại sao của G3V. Cả khối lượng và bán kính của HD 193664 khác với Mặt trời chỉ vài phần trăm, mặc dù nó có tính kim loại thấp hơn một chút. Nó có thể ở cùng độ tuổi với Mặt trời, ước tính khoảng 3,9 tỷ năm tuổi. Nhiệt độ hiệu dụng của khí quyển sao là 5,915 K, tạo cho nó ánh sáng rực rỡ màu vàng của một ngôi sao loại G.
HD 193664 đã được kiểm tra các dấu hiệu của sự dư thừa hồng ngoại có thể chỉ ra sự hiện diện của một đĩa vũ trụ tròn với bụi, nhưng không có gì được tìm thấy (tính đến năm 2012). Đây là thành viên của quần thể sao mỏng nằm gần mặt phẳng thiên hà.